# مک و ریتا
مک و ریتا (به انگلیسی: Mack & Rita) فیلمی محصول سال ۲۰۲۲ و به کارگردانی کیتی اسلتون است. در این فیلم بازیگرانی همچون دایان کیتن، تیلور پیج، الیزابت لیل، لرتا دیواین، ایمی هیل، لوئیس اسمیت، وندی مالیک، سایمون رکس، مارتین شورت، داستین میلیگان، پتی هریسون، نیکول بایر و ایمی کاره‌رو ایفای نقش کرده‌اند.